# Гилёва (Белоярский муниципальный округ)
Гилёва — деревня в Белоярском районе Свердловской области России. Входит в Белоярский муниципальный округ.
Ранее деревня входила в состав Черноусовского сельсовета Белоярского района.

## География
Деревня Гилёва рамположена преимущественно по правому берегу реки Брусянки, в 20 километрах на юго-восток от посёлка Белоярского.

### Часовой пояс
Гилёва, находится в часовой зоне МСК+2. Смещение применяемого времени относительно UTC составляет +5:00.

## Население
| 2002 | 2010 | 2021 |
| ---- | ---- | ---- |
| 134  | ↘100 | ↗116 |

## Инфраструктура
В деревне Гилёвой семь улиц: Горная, Заречная, Калинина, Лесная, Полевая, Пушкина и Свердлова; один переулок — Калинина; два садоводческих некоммерческих товарищества: «Аллада» и «Весна».

## Известные уроженцы
- Степан Константинович Ананьин — участник Великой Отечественной войны, Герой Советского Союза (1943)[8].